# Macario Gaxiola
Macario Gaxiola Urías (Angostura, Sinaloa, 22 de febrero de 1887-Ciudad de México, 21 de enero de 1953) fue un militar y político mexicano que participó en la Revolución mexicana y se desempeñó como Gobernador de Sinaloa entre 1929 y 1933.
Combatió contra Victoriano Huerta y llegó a ser general y jefe de Batallón en el Cuerpo de Ejército del Noroeste, comandado por Álvaro Obregón. Fue delegado a la Convención de Aguascalientes en octubre de 1914, donde votó por el retiro de Venustiano Carranza. Secundó el Plan de Agua Prieta. Dirigió el penal de las Islas Marías, y luego gobernador de Sinaloa de 1929 a 1932. Al morir, en 1953, era senador de la república.